# ناحیه سیقوس
ناحیه سیقوس (به عربی: دائرة سیقوس) یک ناحیه در الجزایر است که در استان ام‌البواقی واقع شده‌است.